# Nothonautia valens
Nothonautia valens är en insektsart som beskrevs av Marius Descamps 1983. Nothonautia valens ingår i släktet Nothonautia och familjen Romaleidae. Inga underarter finns listade i Catalogue of Life.